# Nikola Tesla (Niška Banja)
Nikola Tesla (em cirílico: Никола Тесла) é uma vila da Sérvia localizada no município de Niška Banja, pertencente ao distrito de Nišava, na região de Ponišavlje. A sua população era de 4453 habitantes segundo o censo de 2011.

## Demografia
| 1948 | 1953 | 1961 | 1971 | 1981 | 1991 | 2002 | 2011 |
| ---- | ---- | ---- | ---- | ---- | ---- | ---- | ---- |
| 686  | 880  | 1500 | 2360 | 3029 | 3710 | 3532 | 4453 |